# Parque Robledo

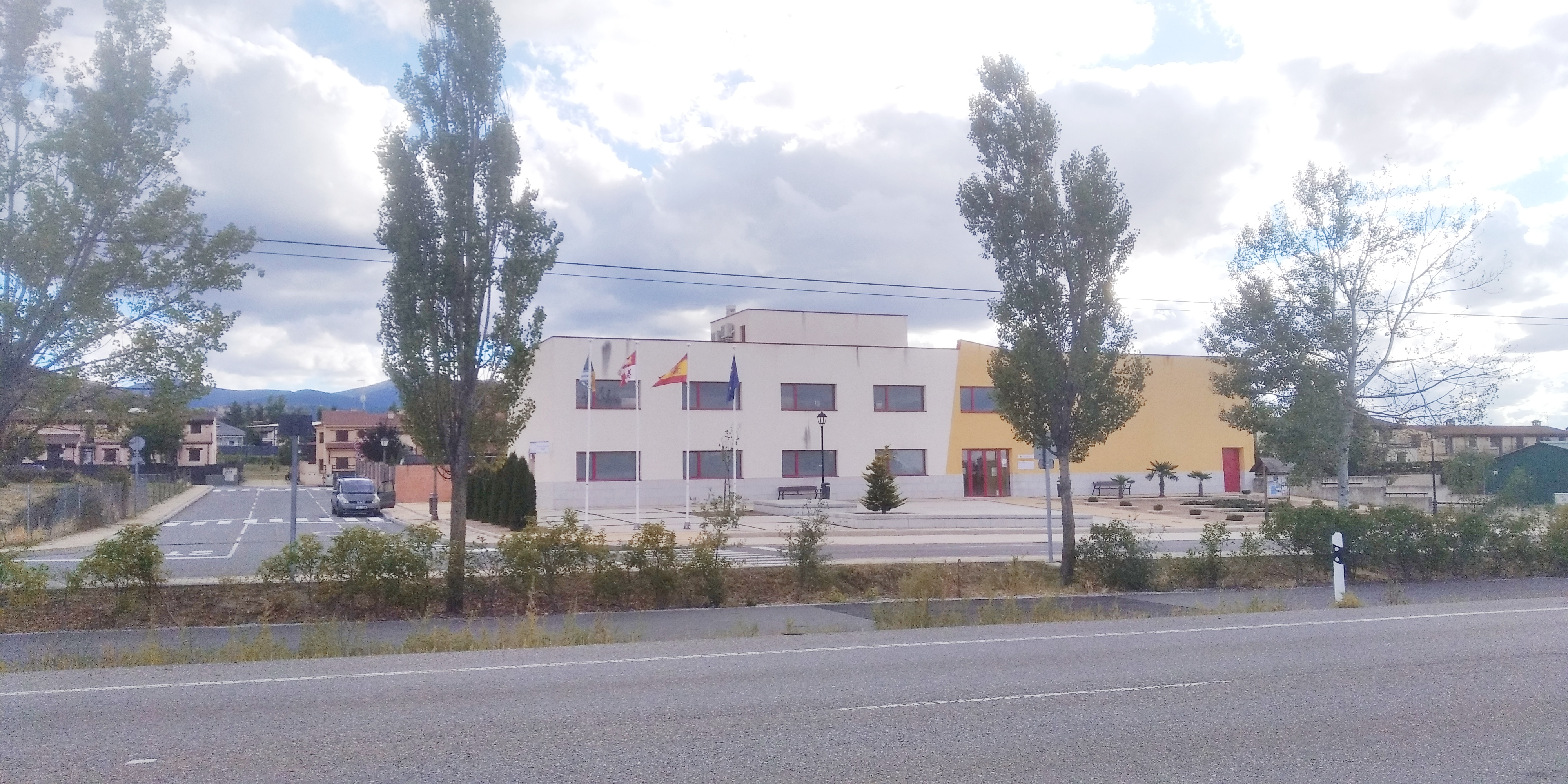
Residencial Robledo desde la CL-601

Parque Robledo es una urbanización perteneciente al municipio de Palazuelos de Eresma, en la provincia de Segovia, comunidad autónoma de Castilla y León, España.  Está situada a dos kilómetros de Segovia y a uno de Palazuelos de Eresma. En 2023 contaba con 787 habitantes. Parque Robledo conforma junto con Carrascalejo, Quitapesares y Peñas del Erizo el núcleo poblacional de Santa María de Robledo.
Fue creada el 11 de julio de 1973. Está situada junto a la CL-601 y la Cañada Real Soriana Occidental.

## Geografía

### Límites
| Noroeste: Peñas del Erizo, Carrascalejo            | Norte: Palazuelos de Eresma               | Noreste: Palazuelos de Eresma        |
| Oeste: Peñas del Erizo                             |                                           | Este: Real Sitio de San Ildefonso    |
| Suroeste: Peñas del Erizo                          | Sur: Segovia, Real Sitio de San Ildefonso | Sureste: Real Sitio de San Ildefonso |
| ----Mapa interactivo — Ubicación de Parque Robledo |                                           |                                      |

## Administración y política
Parque Robledo depende del Ayuntamiento de Palazuelos de Eresma, donde desde las elecciones municipales de 2011 el alcalde es Jesús Nieto Martín, del Partido Popular.
La concejala  María Dolores Fuentes Matute, es la representante del alcalde en Robledo.

## Autobuses

Plano Metropolitano Segovia donde aparece las líneas a su paso por Parque Robledo

Al igual que todos los núcleos de población de Palazuelos de Eresma, Parque Robledo forma parte de la red de transporte Metropolitano de Segovia que va recorriendo los distintos pueblos de la provincia.
| Línea | Trayecto |
| ----- | --- |
| M8    | Valsaín - Segovia (por Peñas del Erizo - Quitapesares - Parque Robledo - La Granja - La Pradera de Navalhorno - Barrio Nuevo)                  |
| M8*   | Puerto de Navacerrada - Segovia (por Carrascalejo - Parque Robledo - La Granja - Valsaín/La Pradera - Boca del Asno - Fuente de los Mosquitos) |

## Demografía

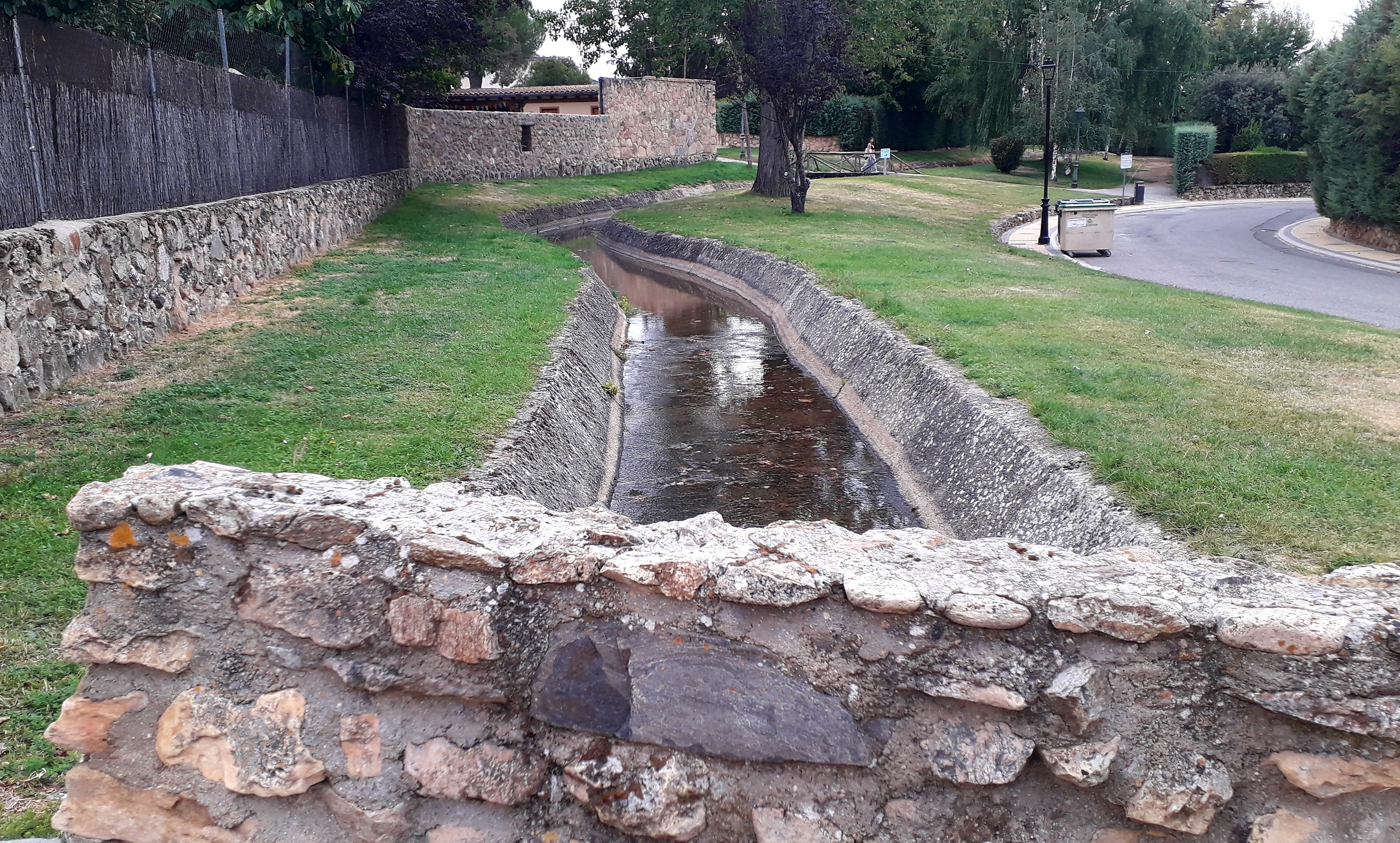
Cacera de Navalcaz, inicio del río Clamores a su paso por Parque Robledo

Evolución de la población
| Gráfica de evolución demográfica de Parque Robledo entre 2000 y 2023                                                        |
| |
| Población residente (2000-2021) según los censos de población del INE. Población según el padrón municipal de 2023 del INE. |

## Cultura

### Patrimonio
- Cañada Real Soriana Occidental;
- Cacera de Navalcaz.[13]

### Fiestas
- Santiago Apóstol, del 20 al 22 de julio.[14][15]